# 마쓰다이라 사다쓰나

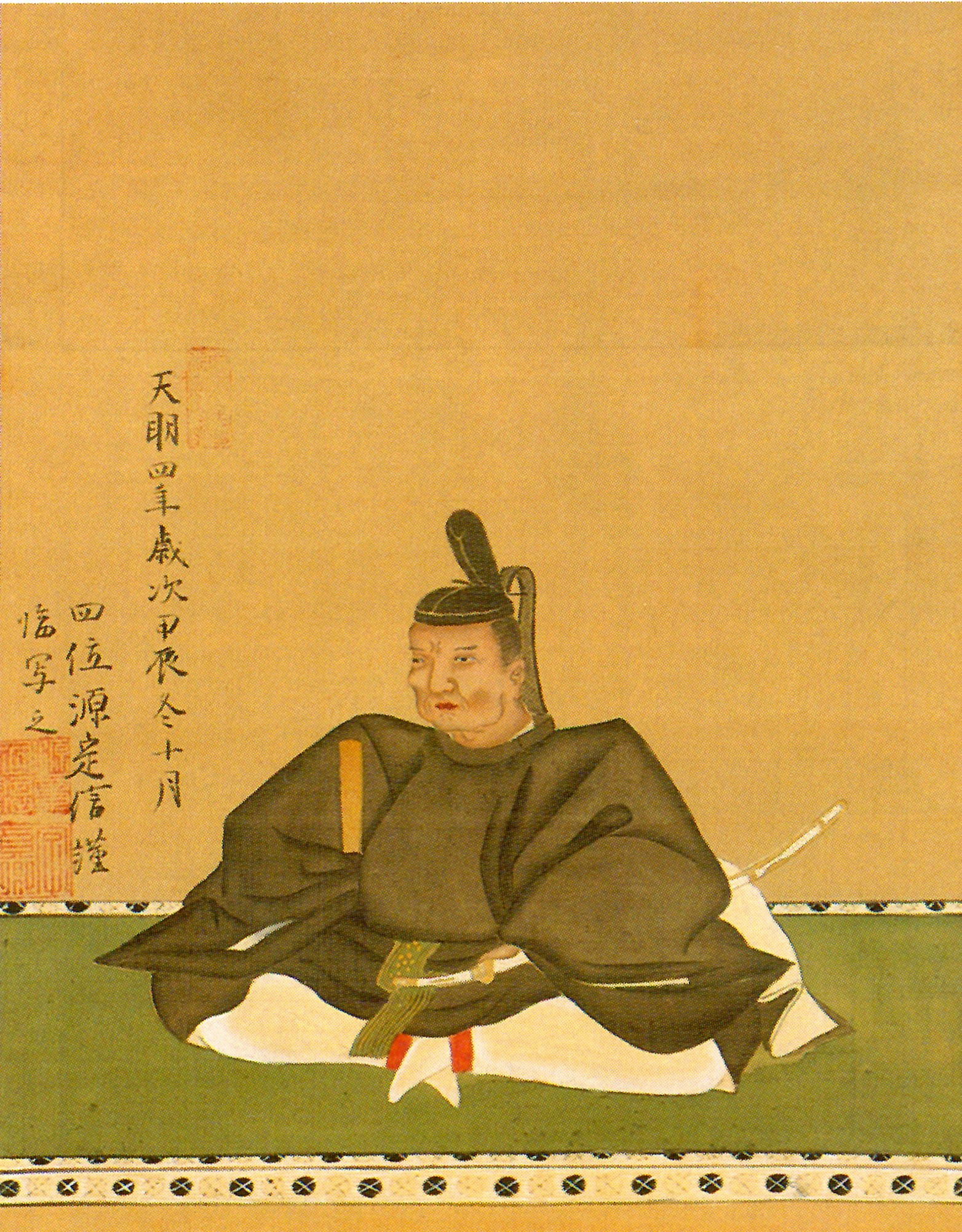
마쓰다이라 사다쓰나

마쓰다이라 사다쓰나(일본어: 松平定綱, 분로쿠 원년 1월 25일(1592년 3월 8일) ~ 게이안 4년 12월 25일(1652년 2월 4일))는 에도 시대 전기의 다이묘이다. 시모사 야마가와번주, 히타치 시모쓰마번주, 도토미 가케가와번주, 야마시로 요도번주, 미노 오가키번주, 이세 구와나번주를 지냈다. 사다쓰나계 히사마쓰 마쓰다이라가(定綱系久松松平家) 시조. 마쓰다이라 사다카쓰의 삼남. 유키 히데야스, 도쿠가와 히데타다에게는 사촌동생에 해당한다. 정실은 아사노 나가마사의 딸.

## 생애
게이초 원년(1596년), 아라카와 히로쓰나(荒川弘綱, 아라카와 요시히로(荒川義広)의 아들, 3천 석)의 양자가 되어 가독을 계승했지만, 게이초 4년(1599년) 이에야스의 명에 따라 아라카와씨에서 마쓰다이라씨로 돌아왔다.
게이초 7년(1602년) 처음으로 이에야스를 배알하고 2대 장군 히데타다를 섬기라는 명을 받았다. 게이초 9년(1604년), 시모사국 산천령 중 5천 석을 하사받았다. 게이초 12년(1607년), 종5위 시모에쓰나카마모루에 서임. 게이초 14년(1609년), 합계 1만 5천석에 가증되어 다이묘가 되었다. 오사카 전투에서는 서원 파수꾼으로 출진하였고, 그 공으로 겐나 2년(1616년), 히타치 시모쓰마번 2만 석에 가증 전봉되었다. 겐나 4년(1618년)에 도노에 가케가와번 3만 석으로 변하고, 겐나 9년(1623년)에는 야마시로 요도번으로 옮겨 3만 5천석을 내렸다. 요도에서는 요도성의 수복을 명받았다. 간에이 10년(1633년)에 미노 오가키번 6만 석으로 옮겨 그곳에 보다이지(菩提寺), 도쿠슈우지(徳秀寺)를 건립했다. 다음해, 종4위하로 승진. 게다가 간에이 12년(1635년), 5만 석의 가증을 받고, 이세 구와나번에 들어간다.
게이안 4년(1651년), 에도에서 서거했다. 향년 60세. 에도 후카와의 레이간지에서 화장되어 유골은 구와나 데루겐지로 보내져 그곳에 묻혔다. 간세이 9년(1797년)에 진국대명신의 신호가 추사되었다. 정실은 아사노 나가마사의 딸로 간에이 10년(1633년)에 졸거했으며, 지상원전 미쓰타카 가오루(光馨衡)의 계명을 받고 레이간지(靈岩寺)에 묻혔다.
사다쓰나는 동시대 문화인으로 알려진 기노시타 가쓰토시, 고보리 마사카즈, 하야시 라잔 등과 교류가 있으며, 사다쓰나 자작 시가 등이 이들 문화인의 작품과 함께 정조옥에 실려 있다.
|  | 시모사 야마가와번주 (히사마쓰 마쓰다이라가) 1609년 ~ 1616년 | 후임 미즈노 다다모토 |

| 전임 마쓰다이라 다다마사 | 시모쓰마번주 (히사마쓰 마쓰다이라가) 1616년 ~ 1619년 | 후임 막부령(도이 도시마스) |

| 전임 안도 나오쓰구 | 가케가와번주 (히사마쓰 마쓰다이라가, 사다쓰나계) 1619년 ~ 1623년 | 후임 아사쿠라 노부마사 |

|  | 요도번주 (히사마쓰 마쓰다이라가) 1623년 ~ 1633년 | 후임 나가이 나오마사 |

| 전임 오카베 노부카쓰 | 오가키번주 (히사마쓰 마쓰다이라가, 사다쓰나계) 1633년 ~ 1635년 | 후임 도다 우지카네 |

| 전임 마쓰다이라 사다유키 | 구와나번주 (히사마쓰 마쓰다이라가, 사다쓰나계) 1635년 ~ 1651년 | 후임 마쓰다이라 사다요시 |